# Stelian Androne
Stelian Androne (n. 7 noiembrie 1954) este un fost deputat român în legislatura 1990-1992, ales în județul Călărași pe listele partidului FSN. Deputatul Stelian Androne a fost membru în grupurile parlamentare de prietenie cu Republica Coreea, Regatul Belgiei și Mongolia.